# Sougiya Riddle
Sougiya Riddle (葬儀屋リドル, Sōgi-ya ridoru) è un manga scritto da Higasa Akai e pubblicato da Square Enix sulla rivista Gangan Online dal maggio 2009 al marzo 2013 ed è stata poi raccolta in 8 volumi tankōbon.

## Trama
Hayate Sakura, è uno studente delle superiori che ha la capacità di attirare i fantasmi. Un giorno, qualcuno salva il giovane da tutti i fantasmi che aveva attratto. Il suo eroe si è presentato come "Undertaker Riddle" che invia gli spiriti alla pace. Sakura chiede un favore al becchina se poteva aiutarlo a sbarazzarsi dei fantasmi, e in cambio farà qualsiasi cosa. Riddle ha quindi offerto a Sakura di lavorare anche per lui come becchino. Accetterà il lavoro e si sbarazzerà dei fantasmi o rifiuterà il lavoro e avrà i fantasmi alle calcagna per il resto della sua vita?

## Personaggi
- Hayato Sakura: è il protagonista della serie. Questo giovane ragazzo può vedere e sentire i fantasmi sin dalla nascita, al suo 17º compleanno incontra Riddle, dove viene inseguito da tre fantasmi. Quest'ultimo, gli offre di essere il suo assistente e di accompagnarlo in questi compiti funebri che è la professione di becchino. Rifiutando l'aiuto di questo perfetto sconosciuto, fugge e incontra un altro fantasma, che però lo pugnala. Prima di morire, accetta l'accordo di Riddle e fa un patto da becchino con lui. Essendo diventato un becchino a sua volta, può sopravvivere e fermare questo fantasma che si prendeva cura della sua anima. La sua anima detiene il potere della Chiave del Crepuscolo, che lo costringerà ad ascendere al trono delle catacombe. Solo che non tiene l'altra metà della sua anima che gli spiriti maligni gli hanno rubato. Hayaro viene spesso preso per una ragazza (soprattutto da Dante che gli toccherà il petto nel volume 4).
- Riddle: è il co-protagonista della serie. Egli ha un certo interesse per Hayato, che crede vorrebbe avere una relazione che duri per sempre. Nel volume 8, apprendiamo che odia le catacombe e lavora lì solo per riportare in vita il suo ex maestro, Sigurd, scomparso nell'anima di Hayato. Nel corso della storia si scopre anche che il suo vero nome è Lionel Aznavour e che visse nel XVIII secolo durante la Rivoluzione francese dove fu condannato a morte in quanto aristocratico. Riddle ha visto Hayato crescere sin dalla nascita e si punisce per non essere stato sempre al suo fianco, anche se per una buona causa.

## Pubblicazione
L'opera è stata pubblicata dalla Square Enix sulla rivista Gangan Online dal 28 maggio 2009 e si è concluso il 7 marzo 2013. Il manga in Francia è distribuito dalla Ki-oon mentre in Italia è ancora inedita.